# 1965 na ciência

## Eventos
- Demonstrado que células normais em cultura dividiam-se apenas um número limitado de vezes (o limite de Hayflick), envelhecendo e morrendo depois.
- 16 de fevereiro - A sonda espacial Venera chega ao planeta Vênus.

## Nascimentos
| Data          | Nome                         | Profissão               | Nacionalidade | Observações | Ref |
| ------------- | ---------------------------- | ----------------------- | ------------- | ----------- | --- |
| 14 de abril   | Yukihiro Matsumoto           | cientista da computação | Japão         |             |     |
| 11 de outubro | Juan Ignacio Cirac Sasturain | físico                  | Espanha       |             |     |

## Mortes
| Data           | Nome                          | Profissão  | Nacionalidade                         | Observações                                                                                     | Ref                           |
| -------------- | ----------------------------- | ---------- | ------------------------------------- | ----------------------------------------------------------------------------------------------- | ----------------------------- |
| 2 de fevereiro | George Neville Watson         | matemático | Reino Unido da Grã-Bretanha e Irlanda | n. 1886                                                                                         |                               |
| 19 de março    | Edward Battersby Bailey       | geólogo    | Reino Unido da Grã-Bretanha e Irlanda | n. 1881 Medalha Bigsby 1923 Medalha Murchison 1935 Medalha Real 1943 Medalha Wollaston 1948     | [ 1 ] [ 2 ] [ 3 ] [ 4 ] [ 5 ] |
| 21 de abril    | Edward Appleton               | físico     | Reino Unido da Grã-Bretanha e Irlanda | n. 1892 Nobel da Física 1947 Medalha Hughes 1933 Medalha Real 1950                              | [ 6 ] [ 7 ] [ 4 ]             |
| 8 de setembro  | Hermann Staudinger            | químico    | Império Alemão                        | n. 1881 Nobel da Química 1953                                                                   | [ 8 ]                         |
| 20 de setembro | Arthur Holmes                 | geólogo    | Reino Unido da Grã-Bretanha e Irlanda | n. 1890 Medalha Murchison 1940 Medalha Wollaston 1956 Medalha Penrose 1956 Prémio Vetlesen 1964 | [ 3 ] [ 5 ] [ 9 ]             |
| 7 de outubro   | Jesse Douglas                 | matemático | Estados Unidos                        | n. 1897 Medalha Fields 1936                                                                     | [ 10 ]                        |
| 15 de outubro  | Adolf Abraham Halevi Fraenkel | matemático | Império Alemão                        | n. 1891                                                                                         |                               |

## Prémios

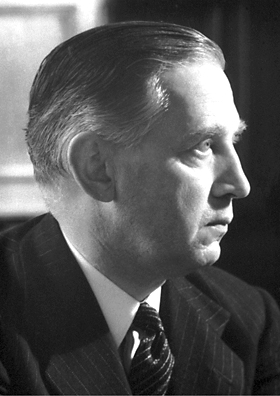
Edward Appleton
(1892 - 1965)

### Medalha Bigsby
- John Sutton[2] e Janet Vida Watson[2]

### Medalha Bruce
- Martin Schwarzschild[11]

### Medalha Copley
- Alan Lloyd Hodgkin[12]

### Medalha Davy
- Harold Warris Thompson[13]

### Medalha De Morgan
- Philip Hall[14]

### Medalha de Ouro Lomonossov
- Nikolai Belov[15]  e Howard Florey[15]

### Medalha Real
- Henry Charles Husband,[4] John Cowdery Kendrew[4] e Raymond Arthur Lyttleton[4]

### Prémio Albert Lasker de Pesquisa Médica Básica
- Robert Holley[16]

### Prémio Nobel
- Física - Richard Feynman,[6] Julian Schwinger,[6] Shin'ichiro Tomonaga[6]
- Química - Robert Burns Woodward[8]
- Medicina - François Jacob,[17] André Lwoff,[17] Jacques Monod[17]